# 蛋蛋日記
《蛋蛋日記》，全稱《許瑋倫的蛋蛋日記》，為藝人許瑋倫生前所親筆撰寫的第一本個人傳記，以及她對美容、彩妝、養生、時尚及個人境遇的見解與評論，去世後以又再版紀念珍藏版。

## 書名
《蛋蛋日記》是許瑋倫第一本書，書名由來是她小時候開始蛋產生興趣，會想像每一顆蛋都有不同的表情，看到雞蛋車也都會想像它們正在聊著天的畫面呢。母親察覺後，便以煮蛋來誘女兒練琴。除愛吃蛋外，她在書中介紹養顏美容的秘訣也跟蛋，如枸杞蒸蛋保持身材、用膠原蛋白敷臉等。

## 初版
2004年7月7日舉行新書發表會，由母親站台分享經驗。該年8月金石堂銷售榜上，時代出版社出版的《蛋蛋日記》為非文學類排第五名。時代出版社表示，銷售量曾達排行榜第三名，許瑋倫當年曾自掏腰包買800本義賣，所得捐贈給東臺灣原住民兒童。2005年12月31日，許瑋倫在信義誠品義賣此書，由王心凌站台，1小時賣出400本。
《蛋蛋日記》第128頁寫許瑋倫對死亡的定義：「如果有一天我先離開了，那你們要輪流來看我、陪我聊天、唱歌給我聽，告訴我你們過的好不好，我可以變成你們的小天使，保護著你們」。「每次看到浪漫偶像劇，女主角在最愛的人懷裏死去，這何嘗不是幸福的一種」。
2007年1月28日因許瑋倫車禍不治離世，有人將該日、及出車禍日農曆十二月初八、許瑋倫助理林怡妏家門牌號碼「128」附會《蛋蛋日記》第128頁；或是附會出車禍時，雜誌內頁正好翻至漫畫改編日片《死亡筆記本》，其中男主角夜神月的死亡日期是1月28日。隨許瑋倫驟逝後，《蛋蛋日記》一度在網拍成為搶手商品，網拍還一度破1本2萬元紀錄。

## 再版
經紀人同意再版後再版出了紀念珍藏版，有收錄寫真DVD，再版約3萬多本。在誠品網路書店2007年開春周排行奪下中文書冠軍，亦在金石堂網路榜也登上生活類最暢銷書籍。其銷售也將全數捐作公益，以完成她生前的願望。

## 目錄
1. 小公主養成記
2. 我的飲食小秘訣
3. 活力Run up!
4. 窈窕曲線Easy go!
5. 全身都要水噹噹
6. 還原一張水嫩的臉
7. 我的臉部保養小祕方
8. 瑋倫式美顏妝
9. 靓髮DIY
10. Smart穿衣法
11. 瑋倫的QQ日記
12. 對瑋倫一生的讚美
13. 影視作品
14. 家屬致詞與答謝